# Sonia Zak
Pour les articles homonymes, voir Zak.
Sonia Zak est une essayiste et historienne des sciences française, née le 15 janvier 1922 à Białystok, en Pologne, et morte le 5 mai 2015 à Courtry, en Seine-et-Marne,.

## Biographie
Sonia Lehrer, née Sonia Zak, est l'épouse de Léon Lehrer, électricien et survivant des camps de concentration, qui a témoigné longuement sur son expérience,.
Sonia Zak est l'auteur de plusieurs essais sur des personnalités scientifiques, notamment Pierre et Marie Curie, Frédéric et Irène Joliot-Curie, Paul Langevin et Ouang Te Tchao.
Elle a aussi publié avec son mari un livre de témoignage sur l'expérience des camps de la mort, intitulé Un poulbot à Pitchipoï, en 1998,.

## Publications
- Paul Langevin raconté aux enfants, Centre de ressources historiques de l'ESPCI, 1985.
- Léon Lehrer et Sonia Zak, Un poulbot à Pitchipoï, Causette, 1998, 247 p. (ISBN 2-913430-00-7, BNF 37069240).
- Ouang Te Tchao, le Chinois de PC, Courtry, Éditions Causette, 2000.
- Frédéric et Irène Joliot-Curie, Courtry, Éditions Causette, 2000[9].
- Curie... culum vitae, Courtry, Éditions Causette, 2001[10].
- Marya Sklodowska, Courtry, Éditions Causette, 2002.